# Navarro (Argentina)

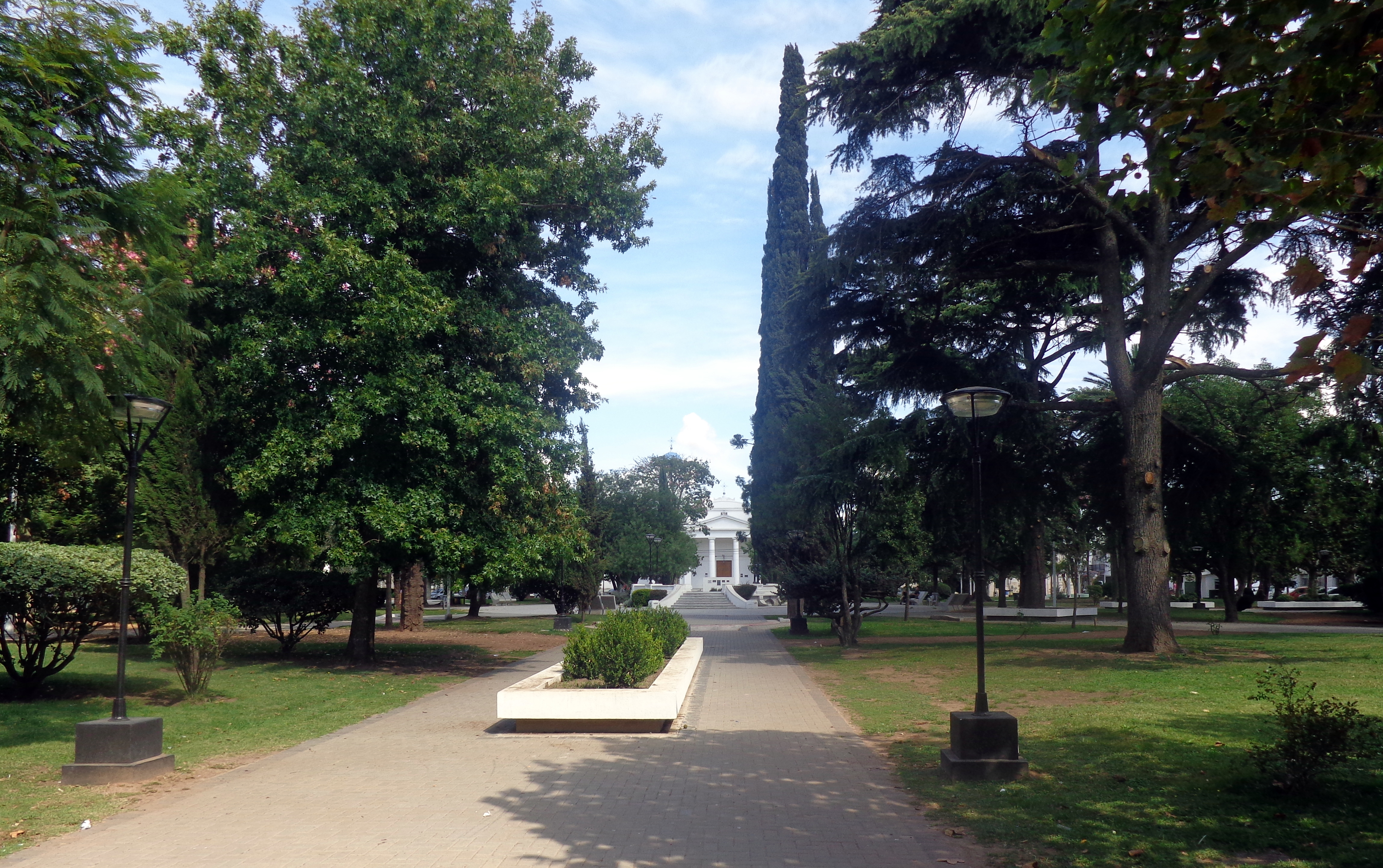
Plaza San Lorenzo, Navarro, Província de Buenos Aires, Argentina

Navarro é um partido (município) da província de Buenos Aires, na Argentina. Possuía, de acordo com estimativa de 2019, 18.110 habitantes.